# HD 173417
HD 173417，又名BD+31 3348，SAO 67293、HR 7044，是一颗恒星，视星等为5.7，位于銀經61.29，銀緯15.43，其B1900.0坐标为赤經18h 40m 6.1s，赤緯+31° 15.43′ 43″。